# Perdigó

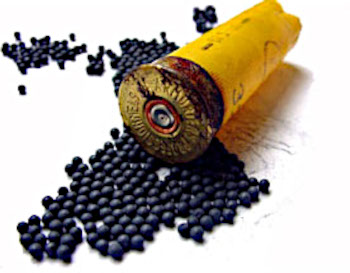
Un típic cartutx de 30 a 35 grams que conté de 200-300 perdigons

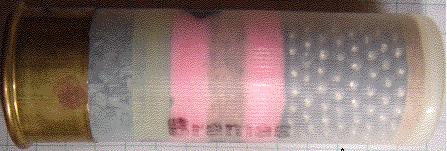
Cartutx del Calibre 12 N°8

Els perdigons són un tipus de projectils de la munició d'escopeta consistent en petites boles de plom o un altre metall. Aquestes quan es realitza el tret surten del canó dispersant-se, permetent impactar més fàcilment al blanc a curta distància.

## Perdigons d'acer

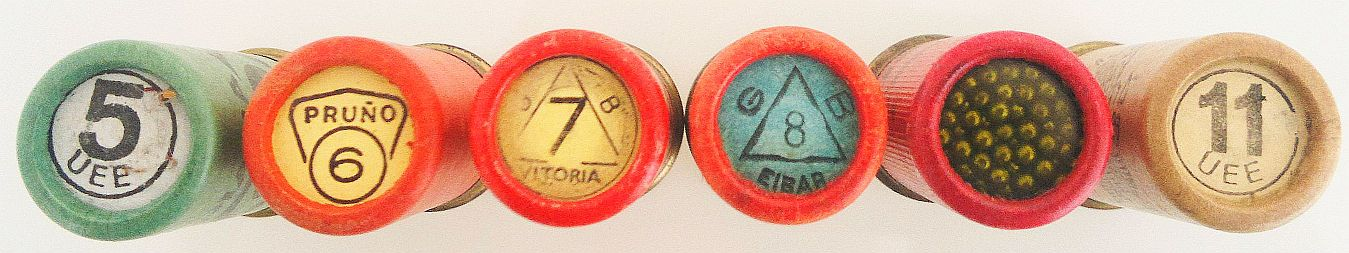
Diferents mesures de perdigons per escopeta del cal. 12

Existeixen regulacions que, per a la protecció de fauna de les zones humides, han prohibit l'ús de perdigons de plom, substituïts pel perdigons d'acer.
L'acer té un pes específic menor llavors per al mateix diàmetre de perdigó el pes serà menor. Això també fa que la resistència de l'aire sigui major i tingui un comportament del tret diferent. Un problema és el major perill que comporten, ja que l'acer és molt menys mal·leable que el plom, i hi ha més possibilitats d'impactar i danyar quelcom que no sigui l'objectiu.
Es diu que les escopetes antigues tenen canons que no poden suportar les càrregues de disparar perdigons d'acer. Però amb certes adaptacions molts dels dissenys antics poden ser utilitzats també amb cartutxos amb perdigons d'acer.. Això però cal que ho comprovi i certifiqui un armer qualificat.

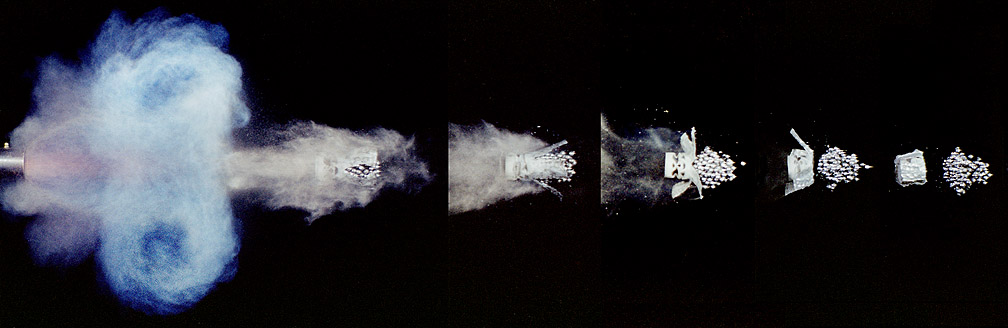
Una sèrie d'imatges amb mostreig d'una milionèsima de segon que mostra el llançament d'una pastilla i separació de la munició del sabot.

## Calibres i tipologies comunes
| PERDIGONS |        |       |
| N°        | Ø (mm) | grams |
| 14        | 1.1    | 0.011 |
| 13        | 1.3    | 0.017 |
| 12        | 1.5    | 0.02  |
| 11        | 1.7    | 0.029 |
| 10        | 1.9    | 0.04  |
| 9         | 2.1    | 0.047 |
| 8         | 2.3    | 0.071 |
| 7         | 2.5    | 0.091 |
| 6         | 2.7    | 0.116 |
| 5         | 2.9    | 0.144 |
| 4         | 3.1    | 0.174 |
| 3         | 3.3    | 0.2   |
| 2         | 3.5    | 0.25  |
| 1         | 3.7    | 0.298 |
| 0         | 3.9    | 0.35  |

| POSTES |             |             |
| N°     | Ø (mm)      | grams       |
| 11/0   | 8.6         | 3.716       |
| 10/0   | 8.1         | 2.992       |
| 9/0    | 7.4         | 2.34        |
| 8/0    | 6.9         | 1.837       |
| 7/0    | 6.2         | 1.393       |
| 6/0    | 5.6         | 1.026       |
| 5/0    | 5.0         | 0.73        |
| 4/0    | 4.5         | 0.553       |
| 3/0    | 4.3         | 0.467       |
| 2/0    | 4.1         | 0.404       |
| 1/0    | NO EXISTEIX | NO EXISTEIX |